# Ernst Eichner
Ernst Dietrich Adolph Eichner (Bad Arolsen, 15 febbraio 1740 – Potsdam, 1777) è stato un compositore e fagottista tedesco.

## Biografia
Cresciuto in una famiglia di musicisti di corte, prese le prime lezioni dal padre, diventando un virtuoso di spicco del fagotto. In seguito entrò come violinista al servizio del Duca Cristiano IV del Palatinato-Zweibrücken e nel 1768 divenne Konzertmeister di corte dell'orchestra di Mannheim.
Stimato dai contemporanei, ottenne in vita fama internazionale come compositore e fagottista; tuttavia morì prematuramente e cadde presto nell'oblio.
Esponente della Scuola di Mannheim, compose 31 sinfonie e 20 concerti che costituiscono la parte più importante della sua produzione, ma anche musica da camera, e in particolare i sei quartetti per flauto op. 4, che nel 1772 vennero pubblicati quasi simultaneamente a Parigi, Londra e Amsterdam. Nel 1784 Christian Friedrich Daniel Schubart lodò le composizioni di Eichner per la loro grazia e la loro "dolcezza struggente". Il suo concerto in re maggiore per arpa op. 9 viene eseguito ancora oggi.

## Riconoscimenti
- 1772: secondo premio in un concorso sinfonico